# Passaggio a livello (brano musicale)
Passaggio a livello è un brano musicale di Enzo Jannacci del 1961, pubblicato nel suo secondo 45 giri.

## Storia e significato
(Enzo Jannacci, Passaggio a livello, 1961)
Un brano musicale degli inizi della carriera di Jannacci, proposto a suo tempo con la voce stile Umberto Bindi, raccolto  nel 1968 nell'album antologico Le canzoni di Enzo Jannacci.
Nel 2013, nel suo ultimo album L'artista, Jannacci ripropone una serie di sue composizioni poco conosciute del suo repertorio (compreso Passaggio a livello): reinterpretandole con nuovi arrangiamenti.
Quella di passaggio a livello è una storia che dura pochi attimi: una coppia è ferma in attesa che passi il treno, lei parla di se in un modo che lui non conosceva, ma in un baleno il treno passa insieme a quell'attimo. Il protagonista avrebbe voluto che lei parlasse ancora di lei, del cuore e delle cose dimenticate, ma per il momento lei sorride e rimane muta.

## Altre incisioni
- 1965 L'ombrello di suo fratello/Passaggio a livello, Dischi Ricordi SRL 10375[4]
- 1968 nell'album Le canzoni di Enzo Jannacci[5]
- 2013 nell'album postumo L'artista

## Cover
- Luigi Tenco aveva realizzato una cover del brano che fu pubblicato postumo nell'album Luigi Tenco canta Tenco, De André, Jannacci, Bob Dylan, Mogol nel 1972.